# Aplysia californica
La babosa marina borracha (Aplysia californica) es un molusco gasterópodo de la familia Aplysiidae. A esta y a todas las especies de este género se le conocen comúnmente como liebres de mar. Esta especie es utilizada ampliamente como modelo experimental, principalmente en estudios relacionados con la neurobiología. El premio nobel de Medicina del 2002 fue para el Dr. Eric Kandel, por sus estudios en esta especie en el área de aprendizaje y la memoria.

## Clasificación y descripción
Esta especie es de colores muy variables, desde el verde hasta el beige y tiene unas manchas con patrones reticulados distribuidos a lo largo de todo el cuerpo. Es una especie de tamaño muy grande, alcanzando hasta los 70 cm de longitud total. Al igual que otras especies de este género, puede secretar una tinta de color morado cuando es molestada. Se le ha encontrado hasta en profundidades de 20 m.

## Distribución
Esta especie se distribuye desde Oregón, en  Estados Unidos, hasta Guaymas, Sonora, en México. También ha sido citada en El Salvador y en Japón.

## Ambiente
Se la encuentra en áreas someras relacionadas con algas como Gracilaria, Ulva, Enteromorpha y los pastos marinos del género Zostera.

## Estado de conservación
Hasta el momento en México no se encuentra en ninguna categoría de protección, ni en la Lista Roja de la IUCN (International Union for Conservation of Nature) ni en CITES (Convención sobre el Comercio Internacional de Especies Amenazadas de Fauna y Flora Silvestres). Es una de las pocas especies de babosas de mar que han logrado criarse en laboratorio.